# Discografia do Culture Beat
A discografia do grupo de eurodance alemão Culture Beat consiste em quatro álbuns de estúdio, um álbum de remixes, duas coletâneas e vinte e três singles.
O grupo foi formado em 1989 e lançou seu álbum de estreia em 1991, mas só conquistou o reconhecimento internacional com o lançamento do segunda álbum de estúdio, Serenity, lançado em 1993 e que vendeu mais de 1,5 milhões de cópias.
Do álbum foi extraído o maior sucesso do grupo, o single "Mr. Vain",  número 1 em 13 países, incluindo Alemanha, Austrália e Reino Unido.

## Álbuns

### Álbuns de estúdio
| 1991                       | Horizon - Lançamento: 8 de março de 1991 - Gravadora: Epic - Formato: CD, Cassette, LP             | —  | — | —  | —  | —  | —  | — | —  | —  | |
| 1993                       | Serenity - Lançamento: 2 de junho de 1993 - Gravadora: Dance Pool - Formato: CD, Cassette, LP      | 8  | 5 | 7  | 2  | 12 | 10 | 4 | 8  | 13 | - ALE: Ouro - AUT: Ouro - CAN: Ouro - FRA: Ouro - HOL: Ouro - FIN: Ouro - SUE: Ouro - SUI: Ouro - RUN: Ouro |
| 1995                       | Inside Out - Lançamento: 3 de novembro de 1995 - Gravadora: Dance Pool - Formato: CD, Cassette, LP | 22 | — | 34 | 33 | 91 | —  | — | 27 | —  | |
| 1998                       | Metamorphosis - Lançamento: 19 de junho de 1998 - Gravadora: Columbia - Formato: CD, Cassette, LP  | 12 | — | —  | —  | —  | —  | — | 37 | —  | |
| "—" não chegou às paradas. | |    |   |    |    |    |    |   |    |    | |

### Álbuns de compilação
| Ano  | Detalhes do álbum                                                                                     |
| ---- | --- |
| 2003 | Best of Culture Beat - Lançamento: 30 de junho de 2003 - Gravadora: Epic - Formato: CD                |
| 2013 | The Loungin' Side of Culture Beat - Lançado: 4 de janeiro de 2013 - Gravadora: Columbia - Formato: CD |

### Álbuns de remixes
| Ano  | Detalhes do álbum                                                                                       |
| ---- | --- |
| 1994 | The Remix Album - Lançamento: 21 de setembro de 1994 - Gravadora: Dance Pool - Formato: CD, Cassete, LP |

## Singles
| Ano                       | Título                          | Posições | Posições | Posições  | Posições | Posições | Posições | Posições | Posições | Posições | Posições | Certificações                                                      | Álbum            |
| Ano                       | Título                          | ALE      | AUT      | BEL (FLA) | FIN      | FRA      | HOL      | SUE      | SUI      | RUN      | EUA      | Certificações                                                      | Álbum            |
| ------------------------- | ------------------------------- | -------- | -------- | --------- | -------- | -------- | -------- | -------- | -------- | -------- | -------- | ------------------------------------------------------------------ | ---------------- |
| 1989                      | "Der Erdbeermund"               | 11       | —        |           | —        | —        | —        | —        | —        | 55       | —        |                                                                    | Horizon          |
| 1990                      | "I Like You"                    | 30       | —        | 40        | —        | —        | 28       | —        | —        | —        | —        |                                                                    | Horizon          |
| 1991                      | "Tell Me That You Wait"         | —        | —        | —         | —        | —        | —        | —        | —        | —        | —        |                                                                    | Horizon          |
| 1991                      | "No Deeper Meaning"             | —        | —        | 30        | 19       | —        | 4        | —        | —        | —        | —        |                                                                    | Horizon          |
| 1993                      | "Mr. Vain"                      | 1        | 1        | 1         | 1        | 3        | 1        | 2        | 1        | 1        | 17       | - ALE: 3× Ouro - AUT: Ouro - FRA: Prata - HOL: Ouro - NOR: Platina | Serenity         |
| 1993                      | "Mr. Vain (Remix)"              | —        | —        | —         | —        | —        | —        | —        | 10       | —        | —        |                                                                    | Serenity         |
| 1993                      | "Got to Get It"                 | 4        | 7        | 1         | 1        | 10       | 2        | 5        | 7        | 4        | —        | - ALE: Ouro                                                        | Serenity         |
| 1993                      | "Anything"                      | 4        | 3        | 5         | 12       | 4        | 4        | 15       | 7        | 5        | —        | - ALE: Ouro                                                        | Serenity         |
| 1994                      | "World in Your Hands"           | 18       | 20       | 29        | 4        | 42       | 10       | —        | 29       | 20       | —        |                                                                    | Serenity         |
| 1994                      | "Adelante"                      | —        | —        | —         | —        | —        | —        | —        | —        | —        | —        |                                                                    | Serenity         |
| 1995                      | "Inside Out"                    | 5        | 10       | 14        | 15       | 46       | 28       | 23       | 11       | 32       | —        | - ALE: Ouro                                                        | Inside Out       |
| 1996                      | "Crying in the Rain"            | 8        | 14       | 14        | 13       | —        | —        | 23       | 16       | 29       | —        |                                                                    | Inside Out       |
| 1996                      | "Take Me Away"                  | 26       | 39       | 15        | 6        | —        | —        | 24       | 33       | 52       | —        |                                                                    | Inside Out       |
| 1996                      | "Walk the Same Line"            | 64       | 38       | 30        | 13       | —        | —        | 40       | —        | —        | —        |                                                                    | Inside Out       |
| 1998                      | "Pay No Mind"                   | 27       | 37       | —         | —        | —        | —        | —        | —        | —        | —        |                                                                    | Metamorphosis    |
| 1998                      | "Rendez-Vous"                   | 53       | 38       | —         | —        | 88       | —        | 48       | —        | —        | —        |                                                                    | Metamorphosis    |
| 1998                      | "You Belong"                    | 77       | —        | —         | —        | —        | —        | —        | —        | —        | —        |                                                                    | Metamorphosis    |
| 2001                      | "Insanity"                      | 66       | —        | —         | —        | —        | —        | —        | —        | —        | —        |                                                                    | Single sem álbum |
| 2003                      | "Mr. Vain Recall"               | 7        | 8        | —         | 20       | —        | —        | 30       | 46       | 51       | —        |                                                                    | Single sem álbum |
| 2004                      | "Can't Go on Like This (No No)" | —        | —        | —         | —        | —        | —        | —        | —        | —        | —        |                                                                    | Single sem álbum |
| 2008                      | "Your Love"                     | —        | —        | —         | —        | —        | —        | —        | —        | —        | —        |                                                                    | Single sem álbum |
| "—" não chegou às paradas |                                 |          |          |           |          |          |          |          |          |          |          |                                                                    |                  |